# 管家一夫
管家 一夫（かんけ かずお、1954年〈昭和29年〉9月1日 - ）は、日本の政治家。愛媛県西予市長（3期目）。

## 略歴
愛媛県西予市出身。1973年（昭和48年）3月、愛媛県立宇和高等学校卒業。同年4月、宇和町役場に奉職。約15年間役場に勤め、民間企業を経て1990年（平成2年）に社会福祉法人西予総合福祉会に勤務。
2010年（平成22年）6月1日、同法人の理事長に就任。
2016年（平成28年）4月17日告示、4月24日投票の西予市長選挙に立候補し無投票で初当選した。5月16日、市長就任。
2020年の西予市長選挙に無投票で再選、2024年も無投票で三選した。